# 老官庄钟楼
老官庄钟楼，位于山西省临汾市翼城县里砦镇老官庄村东南，建于清代。 
1987年8月20日，老官庄钟楼公布为翼城县文物保护单位。